# Diplotoxa harrisoni
Diplotoxa harrisoni är en tvåvingeart som beskrevs av Spencer 1977. Diplotoxa harrisoni ingår i släktet Diplotoxa och familjen fritflugor. Inga underarter finns listade i Catalogue of Life.